# Аль-Аріка
Аль-Аріка (англ. Al-Ariqah, араб. العريقة) — містечко в Сирії, адміністративний центр в однойменній нохії Аль-Аріка, яка входить до складу однойменної мінтаки Шахба в південній сирійській мухафазі Ас-Сувейда.